# Opowieści o zwyczajnym szaleństwie (film)
Opowieści o zwyczajnym szaleństwie (cz. Příběhy obyčejného šílenství) – czeski komediodramat z 2005 roku w reżyserii Petra Zelenki, zrealizowany w koprodukcji ze Słowacją i Niemcami. Stanowi ekranizację wydanej przez reżysera cztery lata wcześniej sztuki teatralnej pod tym samym tytułem. Część biorących udział w filmie aktorów zagrała również w jej prapremierowej inscenizacji w Pradze.

## Fabuła
33-letni Petr popada w obłęd, odkąd pół roku temu rozstał się ze swoją ukochaną Janą. Stacza się – stracił pracę kontrolera lotów, teraz jest zwykłym robotnikiem w terminalu towarowym na lotnisku. Źle dzieje się także w małżeństwie jego rodziców. Ojciec popadł w skrajną apatię, co matka uważa za przejaw groźnych chorób, a ona sama niezdrowo ekscytuje się tragicznymi wydarzeniami w dalekich krajach i za wszelką cenę próbuje pomóc ich mieszkańcom. Petr przypadkowo spotyka parę, która jest gotowa płacić za to, by patrzył, jak uprawiają seks. Jego ojciec poznaje tymczasem dużo młodszą od siebie rzeźbiarkę.

## Obsada
- Ivan Trojan jako Petr
- Zuzana Sulajová jako Jana (głos podłożyła Zuzana Stivínová)
- Miroslav Krobot jako Ojciec
- Nina Divíšková jako Matka
- Karel Heřmánek jako Szef
- Petra Lustigová jako Sylvie
- Jiří Bartoška jako Jiří
- Zuzana Bydžovská jako Alice
- Jana Hubinská jako Ciocia
- Jiří Bábek jako Aleš

## Produkcja
Zdjęcia kręcono od czerwca do sierpnia 2004 roku w Pradze i okolicach. Ekipa spędziła na planie filmowym 49 dni.

## Nagrody
Film uzyskał 9 nominacji do Czeskich Lwów za rok 2005, w tym dla najlepszego filmu. Ostatecznie otrzymał dwie statuetki: za najlepszy dźwięk oraz dla Miroslava Krobota jako najlepszego aktora drugoplanowego.